# Wieża Ta’ Ċieda
Wieża Ta' Ċieda (malt. It-Torri ta' Ċieda, ang. Ta' Ċieda Tower), znana też jako San Ġwann Roman Tower – punicko-rzymska wieża w San Ġwann na Malcie. Okres, z którego pochodzi wieża można cofnąć do prehistorii, z zastrzeżeniem innej jej budowy. Twierdzi się, że wieża może być pochodzenia punickiego raczej, niż rzymskiego, lecz Rzymianie ją przystosowali do swoich potrzeb. W średniowieczu, gdy Malta była pod władzą Arabów, miejsce to było używane jako cmentarz. Po wydaleniu muzułmanów z Malty, w tym miejscu zbudowano kościół dedykowany św. Helenie.
Dzisiaj wciąż stoi, lecz jest zaniedbane, około 30% wieży. Jest ona jedną z łańcucha wież, budowanych w swoich czasach, zaprojektowanych prawdopodobnie, aby wspierać jedna drugą w razie inwazji od strony morza. Przypuszcza się, że istniało na Malcie osiem tego typu wież nadbrzeżnych i ani jedna na pobliskiej wyspie Gozo; sześć z nich znanych jest jako wieże punicko-rzymskie.

## Nazwa
Nazwa wieży Ta' Ċieda została nadana w czasach średniowiecznych przez chrześcijan, a pochodzi od nabożeństwa do św. Heleny.

## Historia

### Czasy prehistoryczne
Okolice San Ġwann były zasiedlone od czasów prehistorycznych, dowodami na to są koleiny w skalnym podłożu, znajdujące się niedaleko wieży. Wykopaliska sugerują, że wieża może mieć pochodzenie prehistoryczne, lecz archeolodzy wierzą, że niektóre kamienie mogły być użyte wtórnie. I rzeczywiście, okrągły kształt wieży wskazuje, że była ona zbudowana później, inne prehistoryczne fortyfikacje na Malcie pokazują odmienną konstrukcję systemu obronnego. Budowla z okresu neolitu/epoki brązu odkryta została niedaleko, w Wied Ghomor (dolinie Ghomor).

### Fenicjanie i Rzymianie

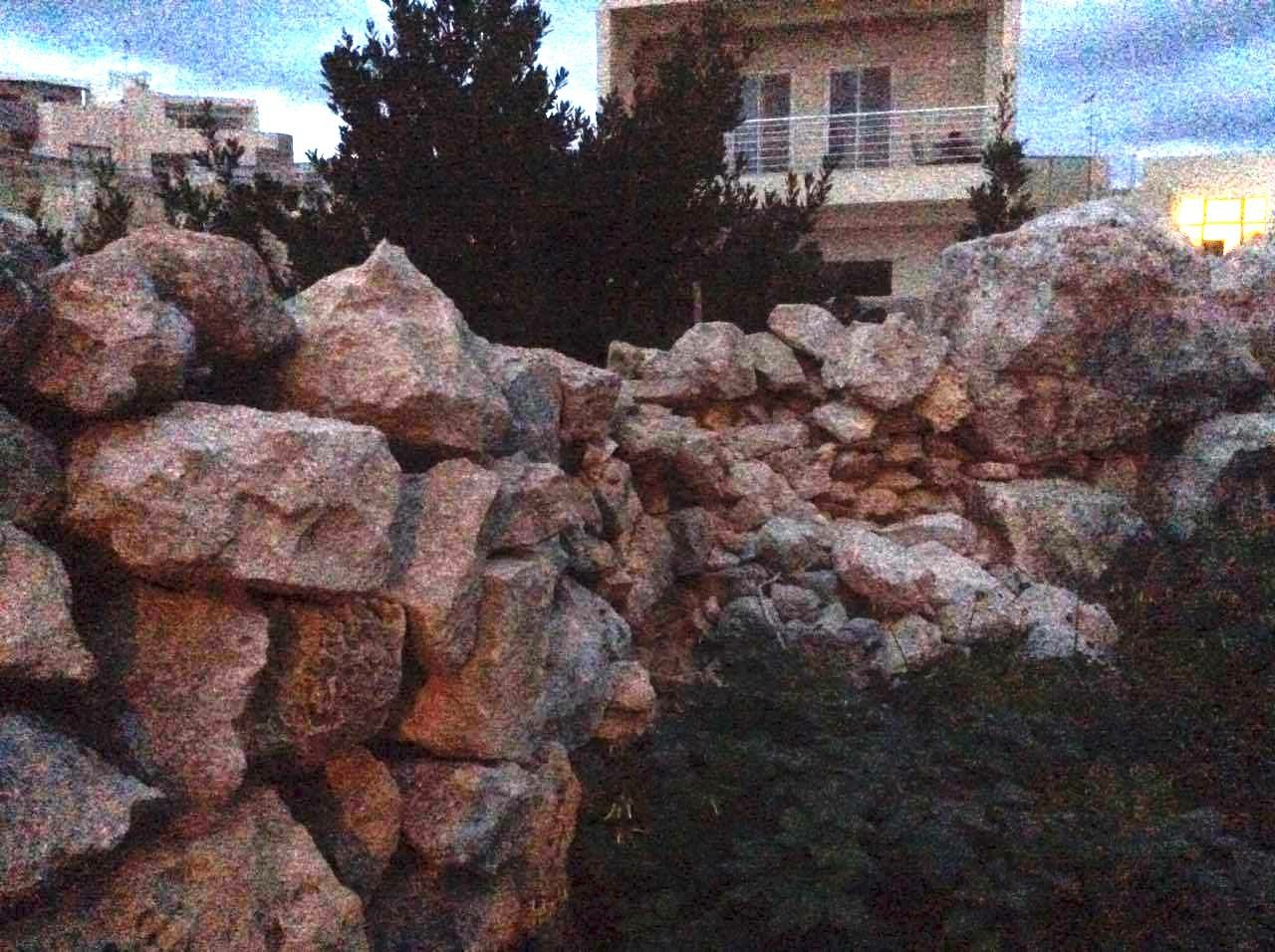
Wieża Ta' Cieda z nowoczesnym budownictwem w tle

W roku 1915 archeolog Thomas Ashbey stwierdził, że wieża jest pochodzenia punickiego. Ogólnie sądzi się, że wieża jest budowlą rzymską, powołując się na jej nazwy: San Gwann Roman Tower lub Ta' Cieda Roman Tower lub Ta' Cieda Round Tower. Archeolodzy, jak np. A. Bonanno, twierdzą, że w kontekście czasu jest bardziej prawdopodobnym, że wieża została zbudowana w czasach punickich raczej, niż rzymskich, ponieważ w tych ostatnich atak wroga był mniej prawdopodobny. Poza tym, okrągły kształt wież był już długo przyjęty w czasach punickich. Rzeczywiście, historycy utrzymują, że w III wieku p.n.e. archipelag maltański był celem Kartaginy i Rzymian, którzy najechali rodzimą cywilizację punicką. Poza tymi przekonującymi argumentami, utrzymuje się, że wieża mogła być zbudowane w czasach punickich, a później odnowiona przez Rzymian. Ze znalezisk wynika również, że Rzymianie mogli zbudować ję w formie "Folly", by górowała nad plantacją drzewek oliwnych, które rosły na tym terenie od czasów rzymskich. Nawet jeśli tak, nie ma żadnych śladów istnienia rzymskich willi na tym terenie, lecz Rzymianie rzeczywiście rządzili wyspami przez długi okres. Na przykład rzymskie wille i inne budynki odkopano obok innych rzymskich wież na południu Malty, jak np. w Hal Safi oraz Żurrieq, tak więc może to być przekonujący argument za łańcuchem wież współpracujących ze sobą.
W roku 1960 dr David H. Trump zwrócił uwagę na rzymskie cysterny, leżące niedaleko od wieży. Budowle te są historycznie ważne z powodu użycia cementu, który, uważa się, w tamtych czasach miał nowoczesne zastosowanie, używany był przez Rzymian, lecz nie pasuje do czasów punickich. Konkluzja z tego faktu jest, że wieża jest oryginalnie punicka, jedynie readoptowana przez Rzymian. Znaleziono też rzymską ceramikę oraz odkopano i opracowano dokumentacyjnie rzymski grobowiec. Powiedziane zostało, że wieża „mogła być centralnym punktem, wokół którego, z późnorzymskiej działalności gospodarczej w tym regionie, powstała jedna z ważniejszych średniowiecznych osad na Malcie”.

### Okres muzułmański

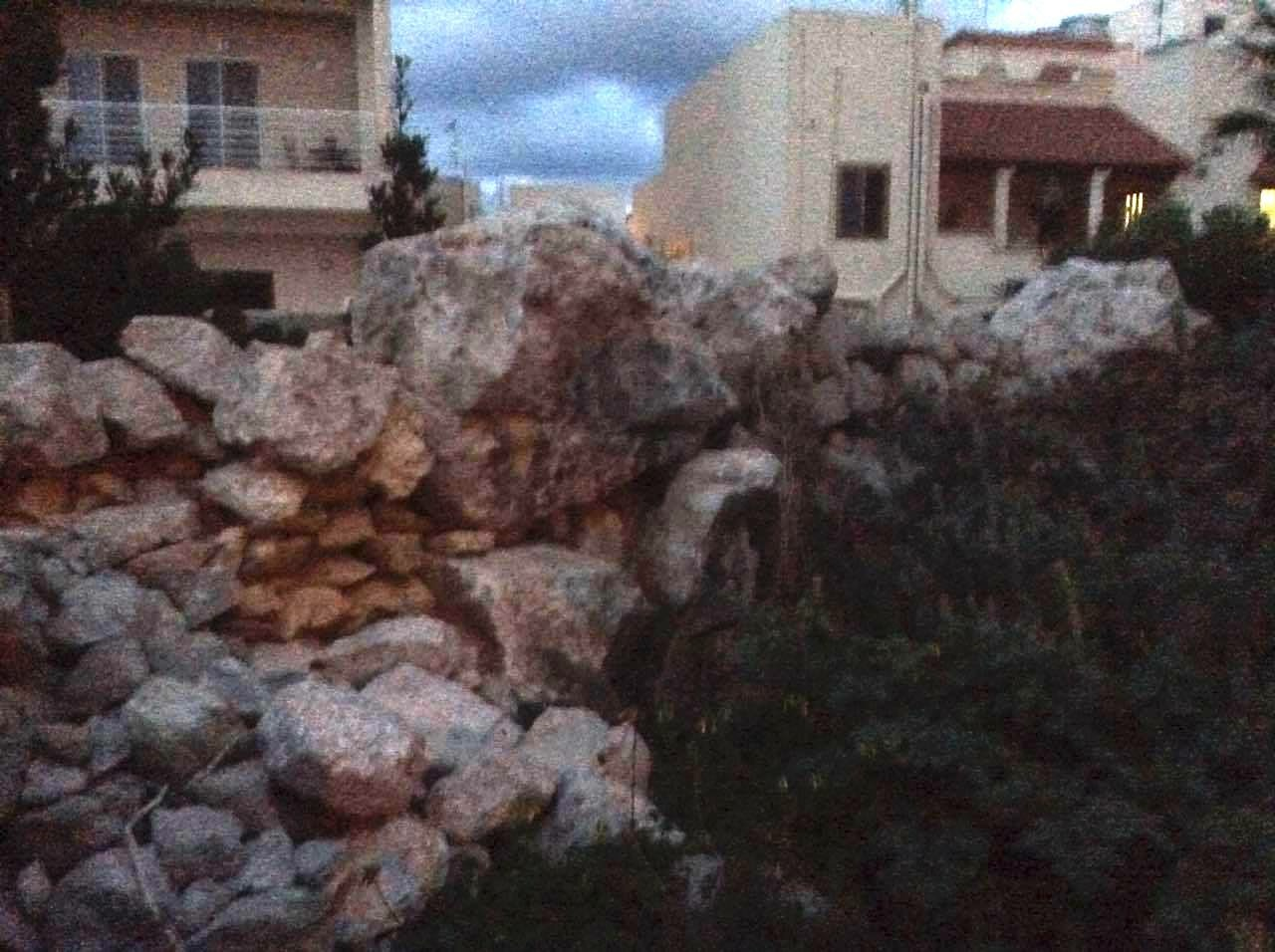
Różne kątowanie pozostałości

W czasie arabskiego panowania nad wyspą teren, gdzie stoi wieża był używany jako muzułmański cmentarz, jeden z najwcześniejszych na Malcie. Wtórne użycie materiału budowlanego pozyskiwanego z wieży przez Arabów oszczędzało im wysiłku z cięciem skał. Odkryto, że niektóre punickie i rzymskie wieże były wtórnie używane w czasie rządów islamskiego kalifatu na Malcie, w to można prawdopodobnie włączyć wieżę Ta' Cieda. Kamienne płyty nagrobne oraz inne widoczne symbole islamu na wyspach zostały usunięte po wydaleniu muzułmanów z tych ziem. Jednak kilka miejsc w okolicy San Gwann wciąż nosi arabskie nazwy. Uważa się, że niektóre nagrobki w saraceńskich pochówkach w Rabacie pochodzą z tego cmentarza. Również koło samej wieży zachowały się pozostałości saraceńskich pochówków.

### Czasy chrześcijańskie
Po przejęciu Malty przez chrześcijan muzułmański cmentarz prawie w całości zniknął z okolic wieży. Jest udokumentowane, że blisko wieży Ta' Cieda zbudowany został kościół poświęcony św. Helenie. Kościół ten zajmuje ważne miejsce w historii kościoła katolickiego na Malcie, gdyż był to pierwszy kościół parafialny zbudowany dla parafii Birkirkara. Ważne jest zauważyć, że w czasach, kiedy powstawał ten kościół, tereny San Ġwann w całości (lub w większości) były częścią Birkirkary. Kościół nazywany był St. Helen Church, znany był też jako Capella di Birchirchara; zbudowany został przed rokiem 1402 i został opuszczony w późnych latach XV wieku. Nie pozostały po nim żadne ślady. Tytuł kościoła parafialnego w Birkirkara został przeniesiony na "Old Church" (stary kościół), pod wezwaniem Najświętszej Maryi Panny w Mriehel (Birkirkara). Dzisiaj kościół parafialny w Birkirkara jest również poświęcony św. Helenie, jako Bazylika św. Heleny.

## Współczesność

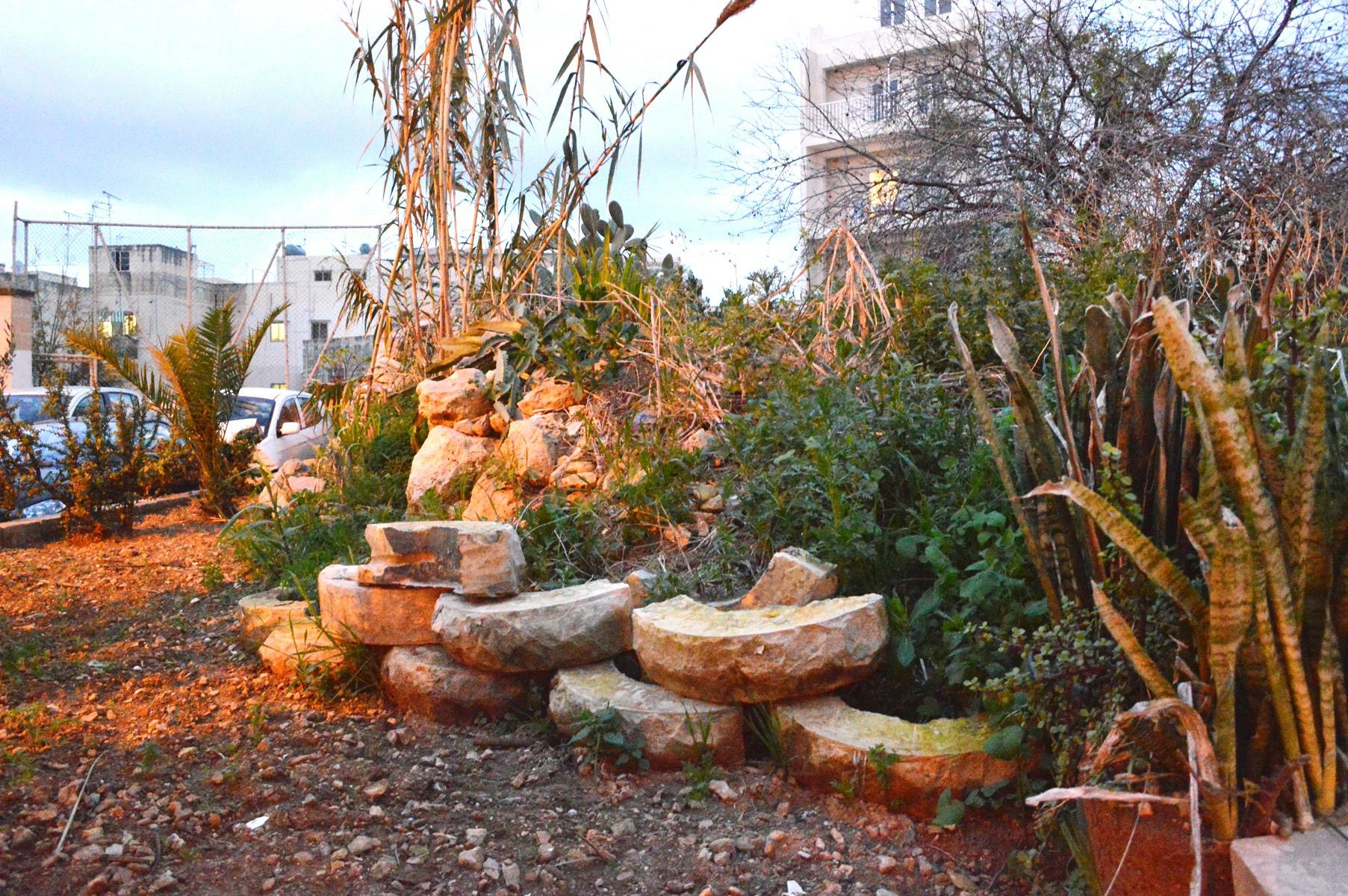
Roślinność, wilgoć i ruiny w miejscu wieży Ta' Cieda

Dziś pozostałości podstawy wieży Ta' Ċieda są zaniedbane i narażone na dalsze pogorszenie się ich stanu z powodu wandalizmu i zniszczenia spowodowanego dziko rosnącą roślinnością. Ruiny leżą u zbiegu ulic il-Baruza (Triq Il-Baruza) i it-Torri (Triq it-Torri), w otoczeniu nowoczesnych budynków mieszkalnych.

### Dziedzictwo
Wieża była na liście chronionych zabytków Malta Environment and Planning Authority (MEPA) od roku 1932, z nowelizacją w roku 1935 i 1939, kiedy teren był częścią St. Julian’s. San Gwann Local Council z sukcesem doprowadził do uznania przez MEPA wieży za zabytek narodowy (razem z innymi pozostałościami), lecz nie udało się rozwiązać problemu ich zachowania. Teren był przeznaczony pod budownictwo, lecz z powodu jego ochrony nie było na to pozwolenia. Niektóre z kamiennych pozostałości były użyte do budowy muru z gruzu, tak na miejscu jak i w jego pobliżu.